# American Cream Draft

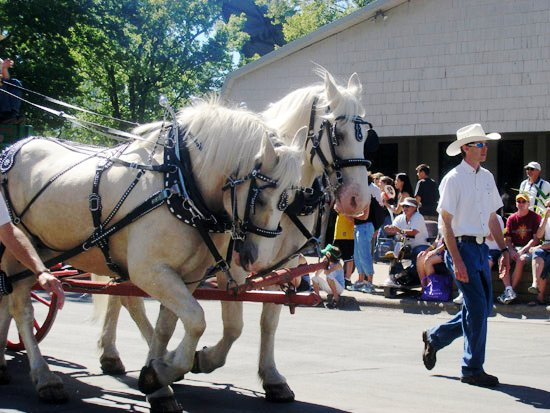

El American Cream Draft (caballo de tiro estadounidense de color crema) es una raza rara de caballos de tiro, la única de estas razas desarrollada en Estados Unidos y que todavía existe. Es reconocida por su característico color crema (champaña dorada), y por el color ámbar de sus ojos, el único otro color que podemos encontrar en sus ejemplares es el castaño. Al igual que otras razas de caballos de tiro, el American Cream tienen un alto riesgo de epidermólisis bullosa (una enfermedad articular genética, autosómica recesiva).
Esta raza fue desarrollada en Iowa al inicio del siglo XX, empezando por un ejemplar macho de nombre Old Granny. Posteriormente, durante la gran depresión la existencia de la raza se vio seriamente amenazada, pero afortunadamente algunos criadores trabajaron para preservarla y mejorarla.
En 1944 se creó un registro de la raza. La mecanización de la labranza, a mediados del siglo XX, llevó a una disminución importante de la cantidad de ejemplares existente y el registro oficial quedó inactivo durante algunas décadas hasta 1982.
Desde entonces el número de ejemplares ha ido creciendo lentamente aunque la cantidad sigue siendo tan baja que se sigue considerando crítica por la American Livestock Breeds Conservancy y por el Equus Survival Trust.